# Marché Dauphine

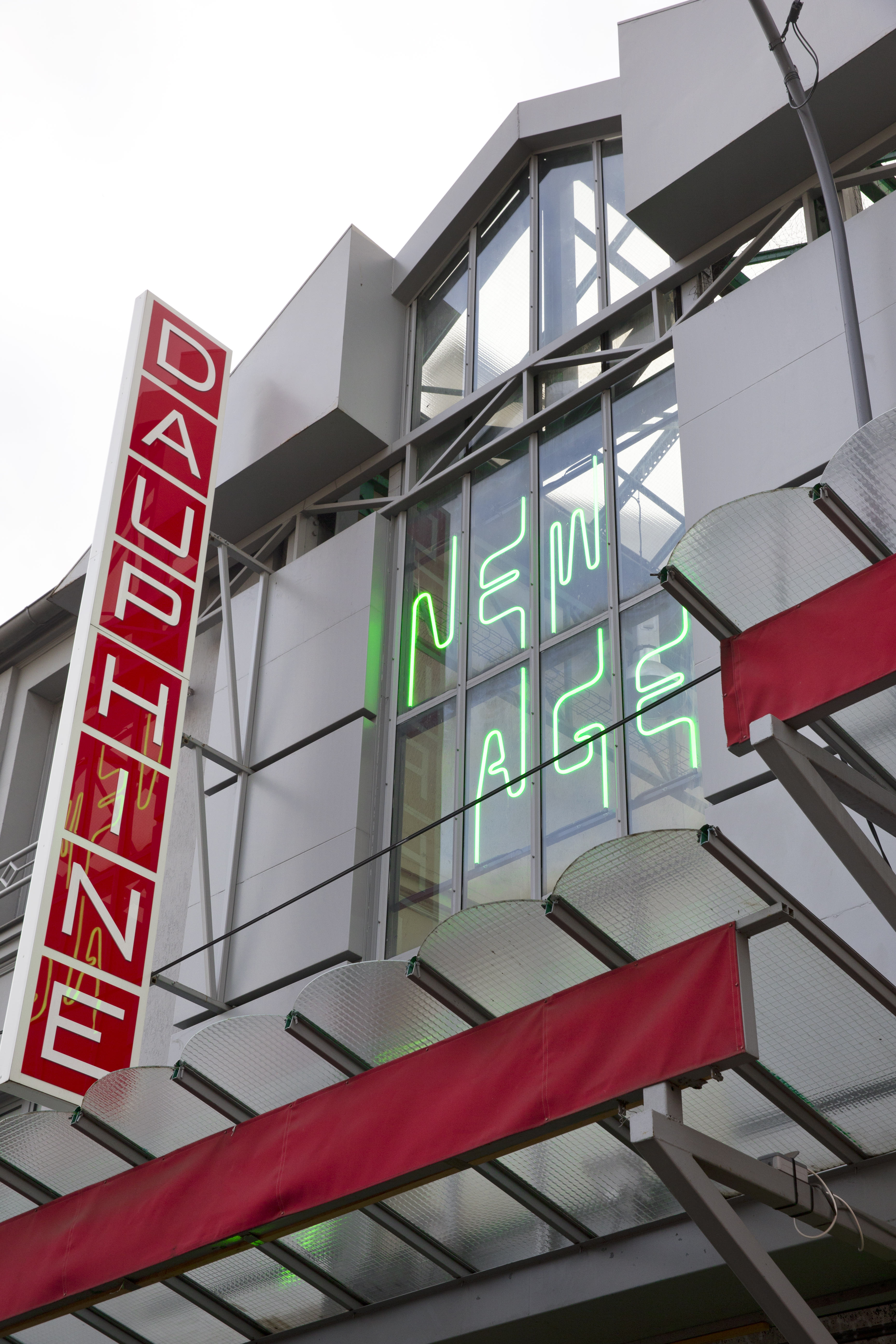
La façade du marché Dauphine.

Le marché Dauphine est situé au sein du marché aux puces de Saint-Ouen en région parisienne. Sous sa verrière de 3 000 m2, il accueille plus de 150 antiquaires et brocanteurs. Ouvert en 1991, le marché Dauphine devient alors l'un des plus grands marchés des puces de Saint-Ouen. Il réunit des marchands ayant différentes spécialités : des antiquaires traditionnels, libraires, disquaires, spécialistes du vintage, et mobilier du XXe siècle.
Le marché est ouvert du vendredi au lundi tout au long de l'année.

## Histoire
À Saint-Ouen, il existait un passage Dauphine, tracé de fait par la géographie empirique du marché aux puces. C’est sur cet emplacement que fut bâtie, à l’orée des années 1990, une halle sous verrière dans l’esprit Baltard. Dès son inauguration en 1991, étalé sur 3 000 mètres2 avec vaste galerie en étage, le marché Dauphine s’est inscrit à la fois dans la plus pure tradition pucière avec plus de 150 marchands spécialisés déployant une offre éclectique et pointue jusqu’à l’avant-garde, tout en développant des services et un espace d’exposition unique aux puces.

## Marché Dauphine aujourd'hui

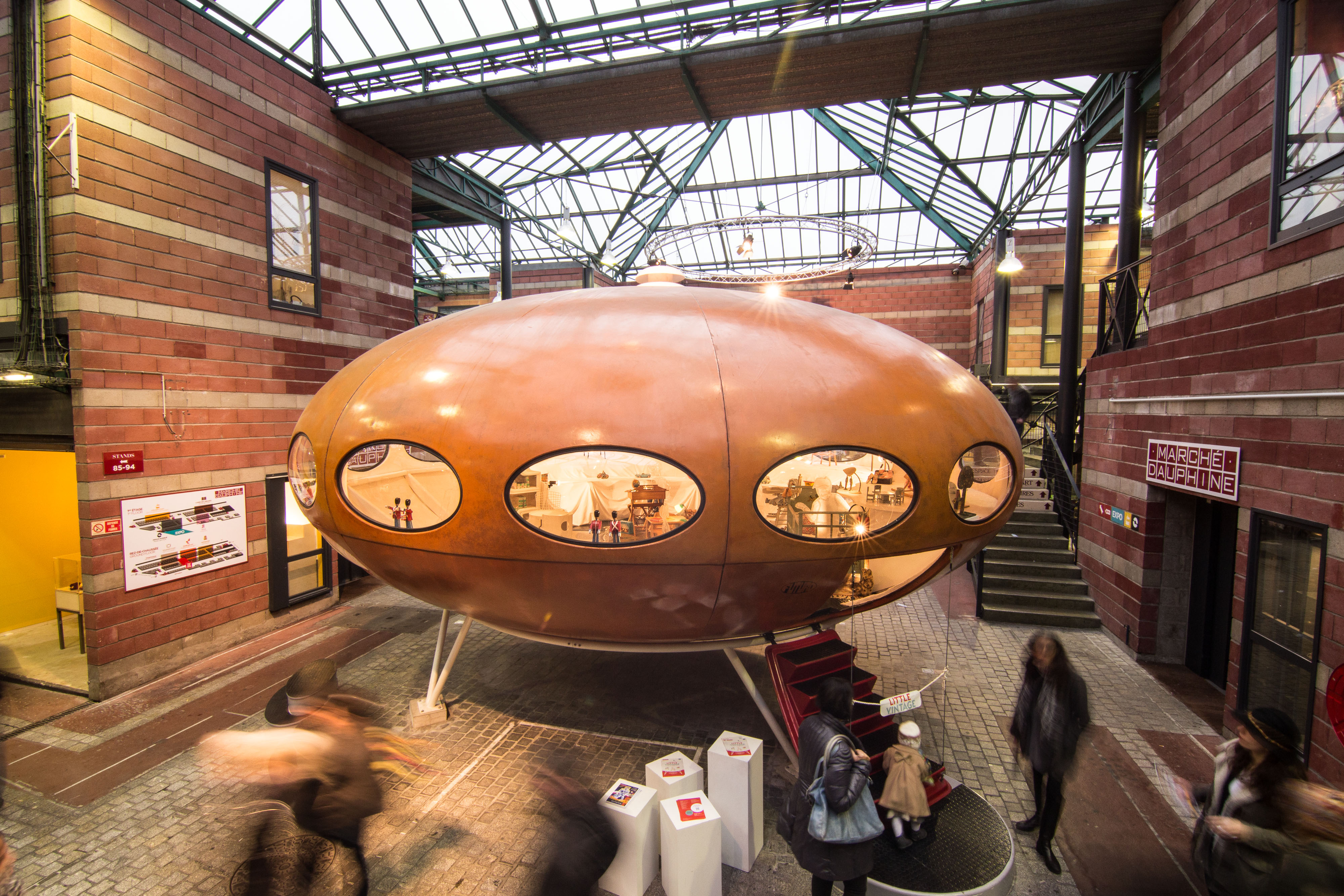
La maison Futuro.

### Maison Futuro
À l'été 2013, le marché Dauphine héberge, sur sa place centrale, la maison Futuro, rare échantillon de l'architecture de l'ère spatiale, créé par Matti Suuronen dans les années 1960-1970. Installée pour une période de deux ans avec la collaboration de Velvet Galerie (en), spécialisée dans la pop culture, elle a, depuis, été acquise par le marché Dauphine et sert d'espace événementiel.

### Galerie Dauphine
Le Marché Dauphine dispose d'un espace d'exposition de 200 mètres carrés, nommé en 2018 la Galerie Dauphine. Cette dernière accueille des expositions lors des évènements ponctuels, mais aussi des expositions temporaires, en collaboration avec des antiquaires ou des collectionneurs privés. 
En avril 2017, le marché Dauphine a lancé la première édition de son événement culturel : les Printemps de Dauphine. Chaque marchand invite un artiste pendant un mois pour le faire découvrir aux visiteurs.